# 1993 en littérature
| Années de la littérature : 1990 - 1991 - 1992 - 1993 - 1994 - 1995 - 1996    |
| Décennies de la littérature : 1960 - 1970 - 1980 - 1990 - 2000 - 2010 - 2020 |

Cet article présente les faits marquants de l'année 1993 en littérature.

## Événements
- L'éditrice française Anne Carrière fonde avec son époux Alain Carrière les Éditions Anne Carrière à Paris.
- Valerie Eliot (en), veuve du poète T.S. Eliot, fonde le prix de poésie T.S. Eliot au Royaume-Uni.
- Entrée en littérature de la poétesse québécoise Diane Régimbald, qui signe son premier recueil, La seconde venue, aux Éditions du Noroît.
- Fondation à Montréal des Éditions des Intouchables par l'éditeur canadien francophone Michel Brûlé.

## Parutions

### Bande dessinée
Tous les albums de BD sorti en 1993

### Essais
1. Michel Bounan, La Vie Innommable, éd. Allia.
2. Jean Bottéro et Marie-Joseph Stève, Il était une fois la Mésopotamie, coll. « Découvertes Gallimard » (no 191), éd. Gallimard.
3. Guy Debord, Cette mauvaise réputation…, éd. Gallimard.
4. Marguerite Duras, Écrire, éd. Gallimard.
5. Andrea Dworkin, Letters from a war zone, Brooklyn, N.Y, Lawrence Hill Books, 1993  (ISBN 1556521855, 0-525-24824-2 et 0-436-13962-6)
6. Laënnec Hurbon, Les Mystères du vaudou, coll. « Découvertes Gallimard » (no 190), éd. Gallimard.
7. Jean Marigny, Sang pour sang, le réveil des vampires, coll. « Découvertes Gallimard » (no 161), éd. Gallimard, 144 p.
8. Marc-Édouard Nabe, Nuage, Le Dilettante, 1993, 69 p.

#### Histoire
1. Francis Fukuyama : La Fin de l'Histoire, éd. Flammarion / Champs, 448 p..

#### Politique
1. Olivier Moulin (dir.) : Tibet, l’envers du décor, éd. Olizane.
2. Jaime Semprun, Dialogues sur l'achèvement des temps modernes, Éditions de l'Encyclopédie des Nuisances.
3. Paul Yonnet, Voyage au centre du malaise français, éd. Gallimard, 324 p..

#### Société et sociologie
1. Élisabeth Badinter, XY. De l'identité masculine, éd. Odile Jacob. De la difficulté de devenir un homme.
2. Patrick Estrade (psychologue), Bonjour l'ambiance ! Comment améliorer les relations humaines en milieu professionnel, éd. Dangles, 282 p.. Les difficultés relationnelles en milieu professionnel.
3. Laurence Del Chiaro et Jean-Pierre Thiollet, Concilier vie privée et vie professionnelle, éd. Nathan.
4. Alain Caillé, La Démission des clercs : la crise des sciences sociales et l’oubli du politique, Paris, La Découverte, coll. « Armillaire », 1993, 296 p. (ISBN 2-7071-2272-6)

### Journal intime
1. Marc-Édouard Nabe, Tohu-Bohu, éditions du Rocher, 824 p.

### Livres d'Art et sur l'Art
1. Jean Soldini : Alberto Giacometti. Le colossal, la mère, le sacré, préface de René Schérer, éd. L’Âge d'homme, Lausanne.

### Nouvelles
- Mort en l'Île de Didier Daeninckx.

### Poésie

#### En langue française
- Diane Régimbald, La seconde venue, Éditions du Noroît, Montréal, 109 p.  (ISBN 2-89018-262-2)

#### En langue étrangère
- Matilde Camus, poète espagnole, publie Amor dorado ("Amour doré").
- Dejan Stojanović (serbe), Krugovanje : 1978-1987 (Sphères)[1].

### Publications
1. Agnès Desarthe (avec Willi Glasauer): La femme du bouc émissaire.
2. Jean-Marie Pelt: Des légumes, éd. Fayard.

### Romans
Tous les romans parus en 1993

#### Auteurs francophones
1. Georges Bataille (1897-1962), Histoire de l'œil, éd. Gallimard. Récit érotique des expériences sexuelles de deux adolescents, amoraux et cruels.
2. Évelyne Brisou-Pellen, Les Cinq Écus de Bretagne, éd. Hachette Jeunesse.
3. Élisabeth Charmot, Les Mariés des Inons (premier roman), éd. Cabédita. Prix de la plume de l'Espoir de la Société des auteurs savoyards. L'histoire d'une famille du Haut-Giffre.
4. Joseph Joffo, Un curé pas comme les autres, éd. Jean-Claude Lattès.
5. Anne Wiazemsky, Canines, prix Goncourt des Lycéens.

#### Auteurs traduits
1. Alessandro Baricco (italien), Oceano mare (trad. Océan mer, 1998)
2. Anthony Burgess (1917-1993, anglais), Les Puissances des ténèbres, éd. Le Livre de Poche, 1010 p..
3. Doris Lessing (anglaise), Le Cinquième Enfant (The Fith Child), éd. Le Livre de poche, 186 p..
4. Herman Melville (américain), postface de Gilles Deleuze, Bartleby, éd. GF / Flammarion, 216 p..
5. Kem Nunn (américain), La Reine de Pomona, éd. La Noire.
6. Alexandre Soljenitsyne, Mars dix-sept (tome 2), Fayard.
7. Edith Wharton (américaine, 1862-1937), Le Temps de l'innocence, traduit par Diane de Margerie, éd. Garnier Flammarion, 312 p. (octobre).
8. Josef Winkler (autrichien), Le Serf, traduit par Éric Dortu, éd. Verdier.

## Naissances
- Myriam Thibault, écrivaine française.

## Décès
- 23 janvier : Keith Laumer, écrivain américain de science-fiction, mort à 67 ans.
- 5 mars : Cyril Collard, écrivain français (° 5 mars 1957).
- 15 avril : Leslie Charteris, né Leslie Charles Bowyer-Yin, auteur de romans policiers et scénariste britannique d'origine chinoise (° 12 mai 1907).
- 16 avril : Pascal de Duve, écrivain belge d'expression française (° 5 février 1964).
- 29 avril : Guglielmo Petroni, écrivain italien (° 30 novembre 1911).
- 25 novembre : Anthony Burgess, écrivain et linguiste britannique (° 25 février 1917).